# Liste de ravageurs de plantes cultivées par type de culture
 (avril 2022).
 (avril 2022).
Si vous disposez d'ouvrages ou d'articles de référence ou si vous connaissez des sites web de qualité traitant du thème abordé ici, merci de compléter l'article en donnant les références utiles à sa vérifiabilité et en les liant à la section « Notes et références ».
Cette liste se propose de recenser les animaux ravageurs des plantes cultivées classés par type de culture.

## Arbres

### Arbres fruitiersà noyaux
Abricotier, cerisier, pêcher, prunier, etc.
- Hoplocampe commun du prunier [1]
- Hoplocampe noir du prunier [1]
- Tenthrède limace

### Arbres fruitiers à pépins
Pommier, poirier, etc.
- Agrile du poirier
- Cécidomyie des poirettes
- Hoplocampe du poirier
- Hoplocampe du pommier
- Hyponomeute du pommier
- Psylle commun du poirier
- Puceron lanigère du pommier
- Tenthrède limace
- Tigre du poirier
- Zeuzère du poirier

### Essences forestières
- Processionnaire du chêne
- Processionnaire du pin

Voir aussi :
- Liste des insectes xylophages.
- Écologie des insectes forestiers

### Arbres d'ornement
- Mineuse du marronnier
- Tigre du platane

## Céréales
- Anguillule des céréales
- Cécydomie de l'avoine
- Chrysomèle des racines du maïs
- Cicadelle des céréales
- Criocère de l'orme
- Mouche grise des céréales
- Mouche jaune des céréales
- Nématode des racines de céréales
- Noctuelle des moissons
- Noctuelle de l'orge
- Noctuelle du seigle
- Noctuelle du maïs
- Noctuelle ypsilon
- Oscinie de l'avoine
- Puceron de l'orme et des céréales
- Puceron brun du maïs
- Puceron des épis de céréales
- Pyrale du maïs
- Thrips des céréales
- Tipule des prairies
- Léma

## Graminées fourragères
- Tipule des prairies

## Légumineuses
- Apion du pois
- Bruche de la fève
- Bruche du haricot
- Bruche du pois
- Bruche de la vesce
- Coccinelle des légumineuses
- Noctuelle du pois
- Phytonome de la luzerne

## Rosier
- Bupreste du rosier
- Cétoine dorée
- Cochenille du rosier
- Cynips du rosier
- Puceron vert du rosier
- Tenthrède du Rosier
- Thrips du rosier
- Tordeuse du rosier

## Solanées
- Altise de la pomme de terre
  - Psylliodes affinis (Europe)
  - Epitrix cucumeris (Amérique)
- Altise des tubercules (Epitrix tuberis) (Amérique)
- Cicadelle de la pomme de terre
- Chrysomèle de la pomme de terre (Lema daturophila)
- Doryphore (Leptinotarsa decemlineata)
- Mineuse sud-américaine de la tomate (Tuta absoluta Meyrick),
- Mineuse tropicale de la tomate (Keiferia lycopersicella Walsingham).
- Puceron vert et rose de la pomme de terre
- Sphinx des tomates
- Sphinx du tabac
- Teigne de la pomme de terre (Phthorimaea operculella)
- Teigne guatémaltèque de la pomme de terre (Tecia solanivora) (Amérique)
- Teigne sud-américaine de la pomme de terre (Symmetrischema tangolias) (Amérique, Australie, Nouvelle-Zélande)
- Thrips du tabac et de l'oignon

## Vigne
- Altise de la vigne
- Cécydomie de la vigne
- Cicadelle des grillures de la vigne
- Cigarier de la vigne
- Cochylis de la vigne
- Eudémis de la vigne
- Petite tordeuse de la grappe
- Phylloxéra
- Pyrale de la vigne
- Sphinx de la vigne
- Tétranyque de la vigne et du charme
- Tordeuse printanière de la vigne
- Thrips de la vigne